# The Great Eastern
The Great Eastern è il terzo album in studio della band indie rock scozzese The Delgados. È stato pubblicato il 17 aprile 2000 nel Regno Unito sulla loro etichetta discografica Chemikal Underground, e successivamente il 9 maggio 2000 negli Stati Uniti.
Nel 2008, The Great Eastern è stato classificato alla posizione numero 49 nella lista di Mojo di "The 50 Greatest UK Indie Records of All Time" (Le 50 più grandi Hit di Indie Rock di tutti i tempi) .

## Tracce
1. The Past That Suits You Best – 6:21
2. Accused of Stealing – 5:42
3. American Trilogy – 4:46
4. Reasons for Silence (Ed's Song) – 3:28
5. Thirteen Gliding Principles – 3:44
6. No Danger – 6:32
7. Aye Today – 4:55
8. Witness – 4:04
9. Knowing When to Run – 3:26
10. Make Your Move – 3:12